# 晋城駅 (慶尚南道)
晋城駅 （チンソンえき）は、大韓民国慶尚南道晋州市にかつて存在した韓国鉄道公社の駅である。

## 路線
- 韓国鉄道公社
  - 慶全線

## 駅構造
- 1面1線の地上駅。

## 歴史
- 1925年6月15日 - 耳川駅として開業[1]。
- 1944年6月15日 - 廃止[2]。
- 1950年4月1日 - 晋城駅として再開業[3]。
- 2012年10月23日 - 馬山駅 - 晋州駅間の複線新線への切り替えにより廃駅。

## 隣の駅
慶全線
班城駅 - 晋城駅 - 葛村駅